# Casa Gonzales Willis
La Casa Gonzales Willis es una casona colonial ubicada en la calle Nueva Alta en el centro histórico del Cusco, Perú.
Desde 1972 el inmueble forma parte de la Zona Monumental del Cusco declarada como Monumento Histórico del Perú. Asimismo, en 1983 al ser parte del casco histórico de la ciudad del Cusco, forma parte de la zona central declarada por la UNESCO como Patrimonio Cultural de la Humanidad.
Inmueble de dos niveles, un patio y un canchón; presenta zaguán de ingreso lateral, escalera "de cajón" de ida y vuelta. Exteriormente la fachada es
asimétrica con portada lítica de arco adintelado que lleva un icono religioso esculpido en la clave y puerta postigo; además, presenta dos balconcillos con balaustrada de madera, balcón de cajón de profusa talla sustentado sobre ménsulas y cubierto por tejaroz, el antepecho está compuesto por dos hiladas de
casetones verticales con exquisitos diseños El patio resalta por sus amplias dimensiones, está configurado por cuatro crujías, la del lado sureste con galería lítica de un nivel, y corredor con pie-derechos de talla barroca, en las crujías noroeste y suroeste corredores sustentados sobre columnas líticas, corredor noreste sustentado sobre ménsulas. La estructura de las cubiertas es de par y nudillo.